# NGC 4332
NGC 4332 је спирална галаксија у сазвежђу Змај која се налази на NGC листи објеката дубоког неба.
Деклинација објекта је + 65° 50' 39" а ректасцензија 12h 22m 46,7s. Привидна величина (магнитуда) објекта NGC 4332 износи 12,2 а фотографска магнитуда 13,1. NGC 4332 је још познат и под ознакама UGC 7453, MCG 11-15-48, CGCG 315-33, IRAS 12204+6607, PGC 40133.